# Харбийе Мухсин Эртугрул
Театр Харбийе Мухсин Эртугрул (тур. Harbiye Muhsin Ertuğrul Sahnesi) — театральная площадка, расположенная в квартале Харбийе района Шишли в Стамбуле (Турция). Он принадлежит муниципалитету Стамбула и управляется его департаментом Городские театры (тур. Şehir Tiyatroları). Он был назван в честь турецкого театрального актёра и режиссёра Мухсина Эртугрула (1892—1979).
Театр имени Мухсина Эртугрула первоначально был открыт в 1964 году. Старое здание на том же месте было частично разрушено, чтобы освободить место для большего и современного. Закладка первого камня в основание нового театра состоялась 14 февраля 2008 года. Стоимость его строительства составила 17 миллионов турецких лир, и театр был вновь открыт 14 января 2010 года. Его здание примыкает к Стамбульскому конгресс-центру, многоуровневому комплексу, который был построен для проведения ежегодного совещания МВФ и Группы Всемирного банка, которое в 2009 году проводилось в Стамбуле.
Старый театр закрылся спектаклем «Сказ об Али из Кешана» (тур. Keşanlı Ali Destanı), музыкальной пьесой известного турецкого драматурга Халдуна Танера (1915—1986). Он же был поставлен и на открытии новой театральной площадки.
Крытая площадь нового здания театра вдвое больше площади старого здания. Так площадь его фойе составляет 400 м².
Театр оснащён вращающейся сценой и оркестровой ямой. В здании есть шесть гримёрных для актёров, две репетиционные комнаты и комнаты для персонала, отвечающего за свет и звук. Зрительный зал рассчитан на 598 человек.
Помимо Стамбульским конгресс-центра театр связан и с Международным Стамбульским выставочным и конгресс-центром Лютфи Кырдар, лежащим через дорогу, закрытую для движения транспорта. Под зданием обустроена парковка, рассчитанная на 1 000 автомобилей.